# 豆口魚
豆口魚（學名：Mylocheilus caurinus），為輻鰭魚綱鯉形目雅羅魚科的其中一種，分布於北美洲加拿大卑詩省Nass河至皮斯河、美國奧勒岡州、愛達荷州的哥倫比亞河流域，本魚體細長且側扁，嘴近末端，眼睛大，鼻子圓，尾巴分叉，體色為上半部黑色、下半部銀白色，體中央有2條暗色縱紋，繁殖時，成熟雄性會在腹部、嘴巴、鰓蓋和胸鰭基部的兩側形成紅色條紋，側線有66-84個鱗片，背鰭軟條8枚，臀鰭軟條7枚，體長可達36公分，棲息在植被生長的溪流及湖泊，成群活動，以昆蟲、甲殼動物、軟體動物及小魚為食，冬季時會進入較深的湖泊，可作為餌魚及觀賞魚。